# Naineris brevicephala
Naineris brevicephala är en ringmaskart som beskrevs av Hartmann-Schröder 1960. Naineris brevicephala ingår i släktet Naineris och familjen Orbiniidae. Inga underarter finns listade i Catalogue of Life.